# Bain Capital
A Bain Capital (estilizada como BainCapital) é uma empresa americana de investimentos privados sediada em Boston, Massachusetts. É especializada em private equity, venture capital, crédito, patrimônio público, investimentos de impacto, ciências da vida e imóveis. A Bain Capital investe em diversos setores da indústria e regiões geográficas. A partir de 2018, a empresa gerenciava mais de US $ 105 bilhões em capital de investidores.
A empresa foi fundada em 1984 por parceiros da consultoria Bain &amp; Company. Desde o início, investiu ou adquiriu centenas de empresas, incluindo AMC Theatres, Artisan Entertainment, Aspen Education Group, Apex Tool Group, Brookstone, Burger King, Burlington Coat Factory, Canada Goose, DIC Entertainment, Domino's Pizza, DoubleClick, Dunkin 'Donuts, D&M Holdings, Guitar Center, Hospital Corporation of America (HCA), iHeartMedia, KB Toys, Sealy, Autoridade esportiva, grampos, brinquedos "R" Us, Warner Music Group, Fingerhut, The Weather Channel e Apple Leisure Group, que inclui AMResorts e férias da Apple.
A Bain Capital está sediada na 200 Clarendon Street, em Boston, Massachusetts, com escritórios na América do Norte, Europa, Ásia e Austrália.
A empresa, e suas ações durante seus primeiros 15 anos, tornaram-se objeto de escrutínio político e de mídia como resultado da carreira política do co-fundador Mitt Romney, especialmente sua campanha presidencial de 2012.
Em 2019, a Bain Capital comprou 60% da unidade de pesquisa de mercado da WPP, a Kantar, em um acordo que avalia o negócio em US$ 4 bilhões.